# Mazda6
Mazda6, též Mazda 6 nebo Mazda Atenza je osobní automobil vyšší střední třídy vyráběný japonskou automobilkou Mazda od roku 2002. Název Atenza se používá pouze v Japonsku, označení Mazda6 pak ve zbytku světa. Vůz Mazda6 nahradil předchozí model 626 (Mazda Capella) a od uvedení na trh se ho ve světě prodalo víc než milion kusů – prodejní cíle tak byly dosaženy rychleji než u předchozích vozů Mazda.
Mazda6 byl prvním vozem nové generace "stylové", "bystré" a "oduševnělé" řady od Mazdy. Byl následován vozy Mazda2 v prosinci 2002, RX-8 v srpnu 2003, Mazda3 v lednu 2004, Mazda5 v létě 2005, MX-5 v říjnu 2005 a CX-7 v listopadu 2006.
Mazda6 se nyní účastní soutěží SCCAPro Racing Speed World Challenge Touring Car Series. Mazda skončila na prvním místě v soutěži výrobců. Závodníci s vozy Mazda6 také skončili na prvním a druhém místě jezdecké soutěže Touring Car.

## První generace (GG/GY, 2002–2008)
První generace Mazdy 6 byla představena v roce 2002. Modelová řada sestává ze čtyřdveřového sedanu, pětidveřového liftbacku a pětidveřového kombi, prodávaných v severní Americe jako "Sport Sedan", "5-Door", resp. "Sport Wagon". V Austrálii řada začíná modelem Limited, dostupným pouze jako sedan. Další je Classic, který je k dispozici jako sedan, hatchback nebo kombi. Model Luxury je dostupný ve verzích sedan a hatchback. Nejvyšším modelem je Luxury Sport, dodávaný pouze jako hatchback. Po uvedení na severoamerický trh byla Mazda6 prodávána nejprve jako model 2003 ve Spojených státech a jako model 2004 v Kanadě. V Evropě byl do roku 2007 nejvyšší sportovní model prodáván ve verzi kombi s turbodieselovým motorem s přímým vstřikem ("DITD") o výkonu 101 kW. Od roku 2008 evropský katalog Mazdy obsahuje pouze verzi "Sport" s turbodieselovým motorem o výkonu 109 kW, verze "Luxury Sport" již v prodeji není.
Kombinace hnacích agregátů obsahují motory Mazda MZR v konfiguracích 1.8 (evropský model L8), 2.0 (evropský model LF) a 2.3 (evropský model L3), nejprve s pětistupňovou manuální nebo čtyřstupňovou automatickou (s možností sekvenčního řazení, označovanou jako "Four-Speed Sport AT") převodovkou. Na trhu USA je dostupný také motor Duratec 30 3.0 V6, společně s pětistupňovou manuální nebo pětistupňovou automatickou (s možností sekvenčního řazení, označovanou jako "Five-Speed Sport AT") převodovkou. Evropské a australské verze mohou používat i čtyřválcový turbodiesel, který se dodává se šestistupňovou manuální převodovkou a má výrazně větší točivý moment než V6 při nízké spotřebě paliva. Po faceliftu přišly nové šestistupňové převodovky pro benzínové motorizace 2.0 a 2.3 a všechny naftové motory.

## Druhá generace (GH, 2007-2012)
Druhá generace byla představena v roce 2007. Byla postavena na upravené platformě první generace. Oproti první generaci byla zlepšena antikorozní ochrana a bezpečnost při nárazu. Druhá generace je proto větší a těžší. V počátku výroby měla v nabídce zážehové motory 1.8 MZR, 2.0 MZR a 2.5 MZR a vznětový motor 2.0 MZR-CD převzatý z předchozí generace. Tento motor byl později nahrazen novým čtyřválcem 2.2 MZR-CD. V roce 2010 proběhla modernizace, při které byly všechny motory překonstruovány na splnění emisní normy Euro 5. Výroba druhé generace skončila na konci roku 2012.

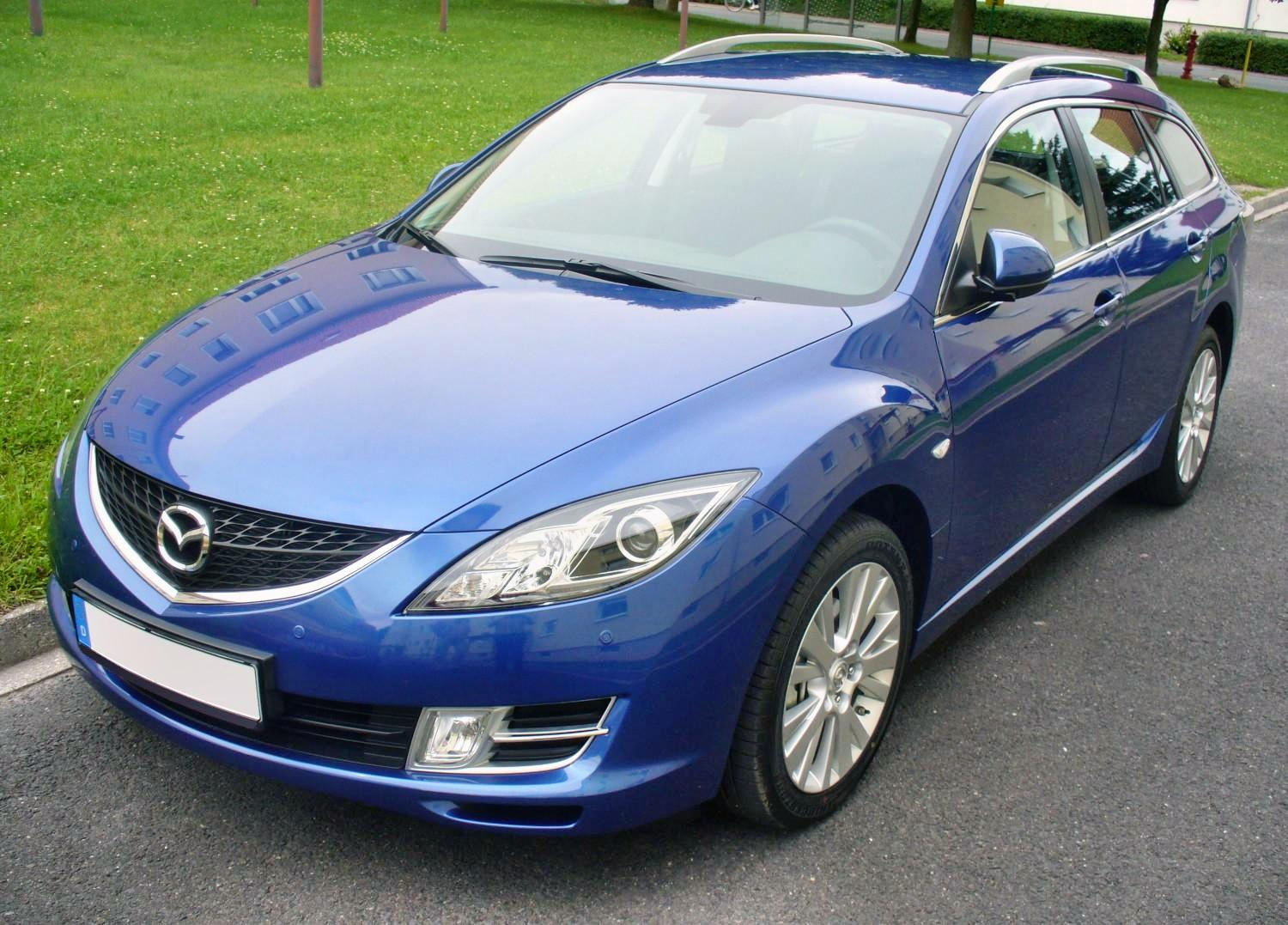
Mazda6 druhé generace zepředu
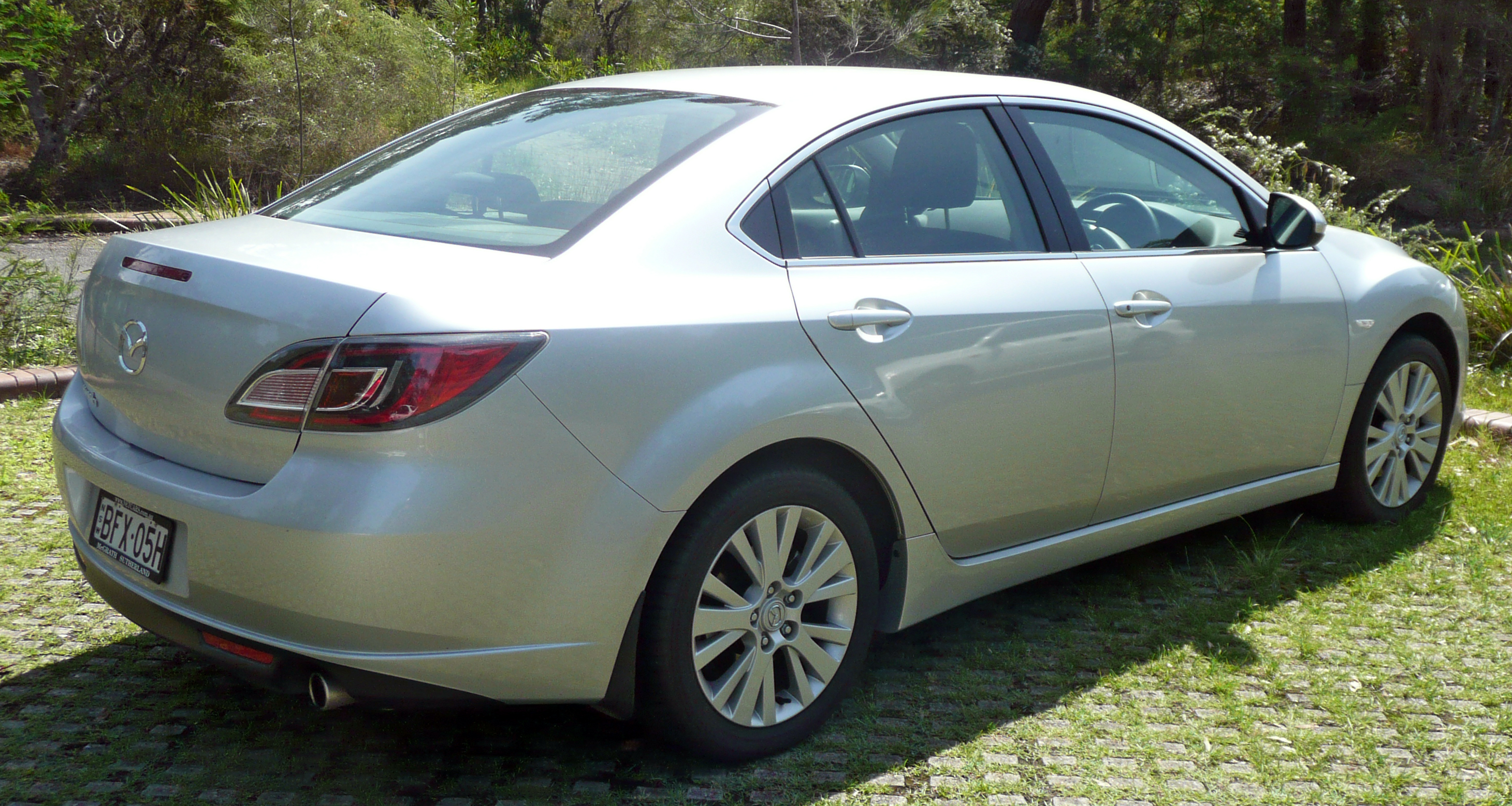
Mazda6 druhé generace zezadu
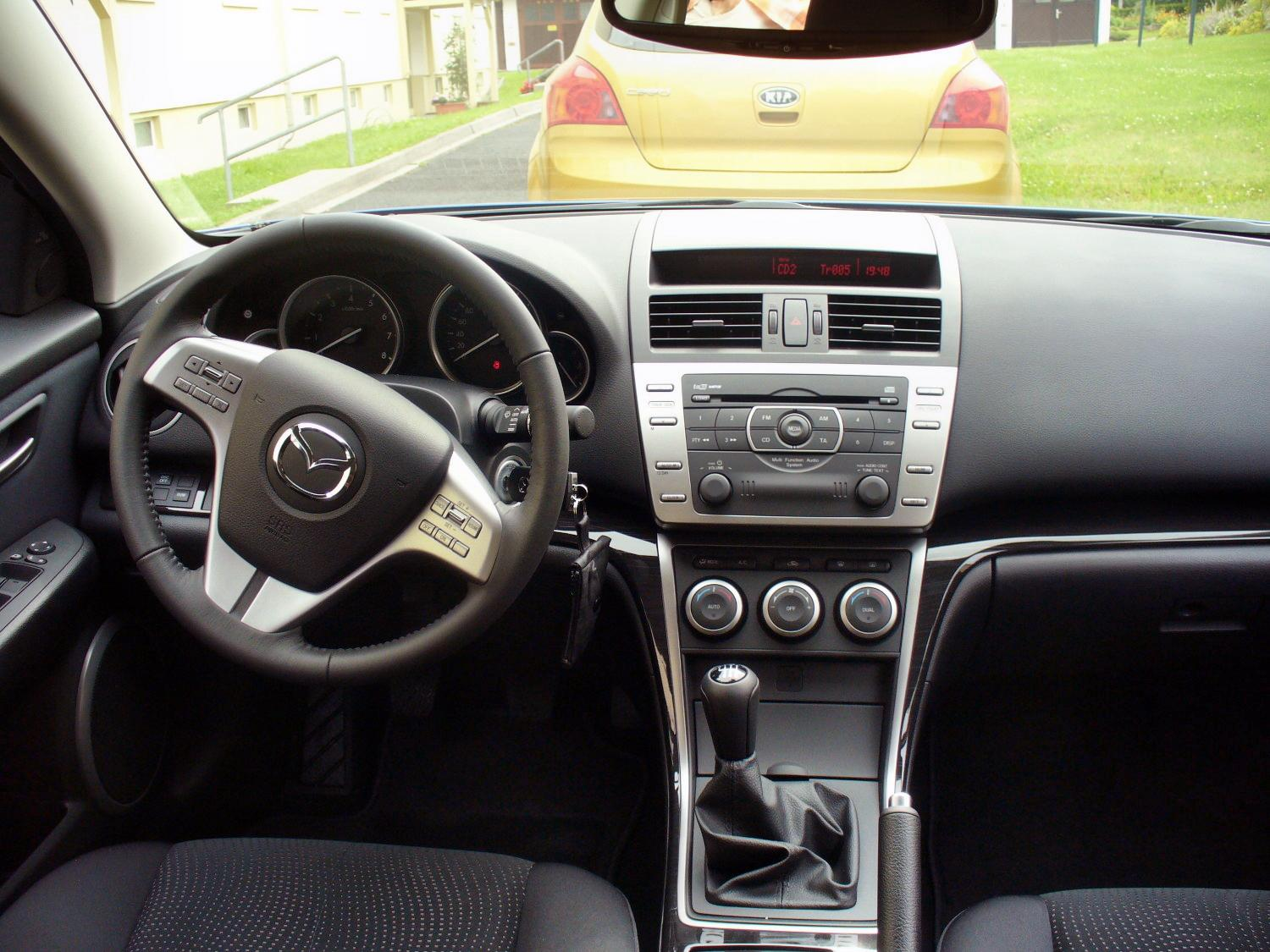
Interiér druhé generace

## Třetí generace (GJ, 2012-)
Třetí generace byla představena v roce 2012. Je po Mazdě CX-5 další vůz této značky, který využívá technologii SkyActiv. Prodává se jako sedan a kombi. Zvláštností je, že sedan i kombi jsou za stejnou cenu a že sedan je rozměrově delší než kombi. Toto je také součást technologie SkyActiv. Motory jsou zážehové i vznětové s novou konstrukcí, kdy verze na obě paliva mají totožný kompresní poměr 14:1. Zatím jsou známy pro Evropský trh motory 2,0l benzín o 2 výkonových variantách, 2,5l benzin a 2 dieselové 2,2l o různých výkonech.
V roce 2015 byla tato generace Mazdy6 faceliftována – byl upraven vnější design, jízdní vlastnosti, vzhled interiéru a další drobnosti.